# CHIYU
CHIYU（チユ、1983年12月27日 - ）は、日本の歌手、ベーシストである。兵庫県尼崎市出身。

## 略歴
- 2007年 ロックバンド・SuGのベーシストとして「Chiyu」という名義で活動を開始。
- 2010年 SuGがメジャーデビュー。
- 2017年9月2日、日本武道館公演にてSuGは無期限活動休止に入ったが同年12月20日に解散した。
- 2017年12月27日 名義を「CHIYU」に変更し、ソロとしての活動を開始。
- 2018年 ソロ歌手デビュー。
- 2018年2月12日 CHIYU OFFICIAL FAN SITE設立記念パーティー『Dear My Bastards』を新宿NAKED LOFTにて開催。
- 2017年12月27日 ソロデビューを記念してオリジナルアクセサリー・CHIYU Accessory Collectiion - #01 pendant -『SIGNPOST』（スワロフスキー製）を発売。
- 2018年4月25日 1stミニ・アルバム「Seven Deadly Sins」を発売。
- 2018年4月29日 ツアー『1ST TOUR 2018　Are you ready for this?』を開催。
- 2019年7月10日 2ndミニ・アルバム「Notice of Arrival」を発売。
- 2019年8月3日 ワンマンライブ『CHIYU LIVE 2019 「Notice of Arrival」-Do you savvy?-』を開催。

## 人物
身長 : 174cm
血液型 : O型
好きなブランドはChrom Hearts。
趣味はカラオケ、ダーツ。
得意料理はオムライス。
好きな動物はシャチ。
好きな場所は鴨川シーワールド。
憧れのベーシストは Victor Lemonte Wooten。
尊敬する人物はGLAYのTERU。
使用ベースは、ESP製のエンドースメント。

### なめ豹
なめ豹（なめぱん）は、CHIYUのマスコットキャラクターである。尼崎をこよなく愛するヤンキー。飼い主はちゅたん。好きなエサはオムライちゅ。口癖は「しらばっちゅれんなよ！」

## ディスコグラフィ

### シングル

#### ライブ会場限定
- CHIYU（2017年12月27日）
- 未完成のヒマワリ畑（2018年8月20日）

### ミニ・アルバム
- Seven Deadly Sins（2018年4月25日）
- Notice of Arrival（2019年7月10日）

## 出演

### ラジオ
- CHIYUの尼ロックやらかします！（放送は毎週月曜日、FM OH!）

### ドラマ・舞台
- 御茶ノ水ロック（2018年）[1]